# Dònut

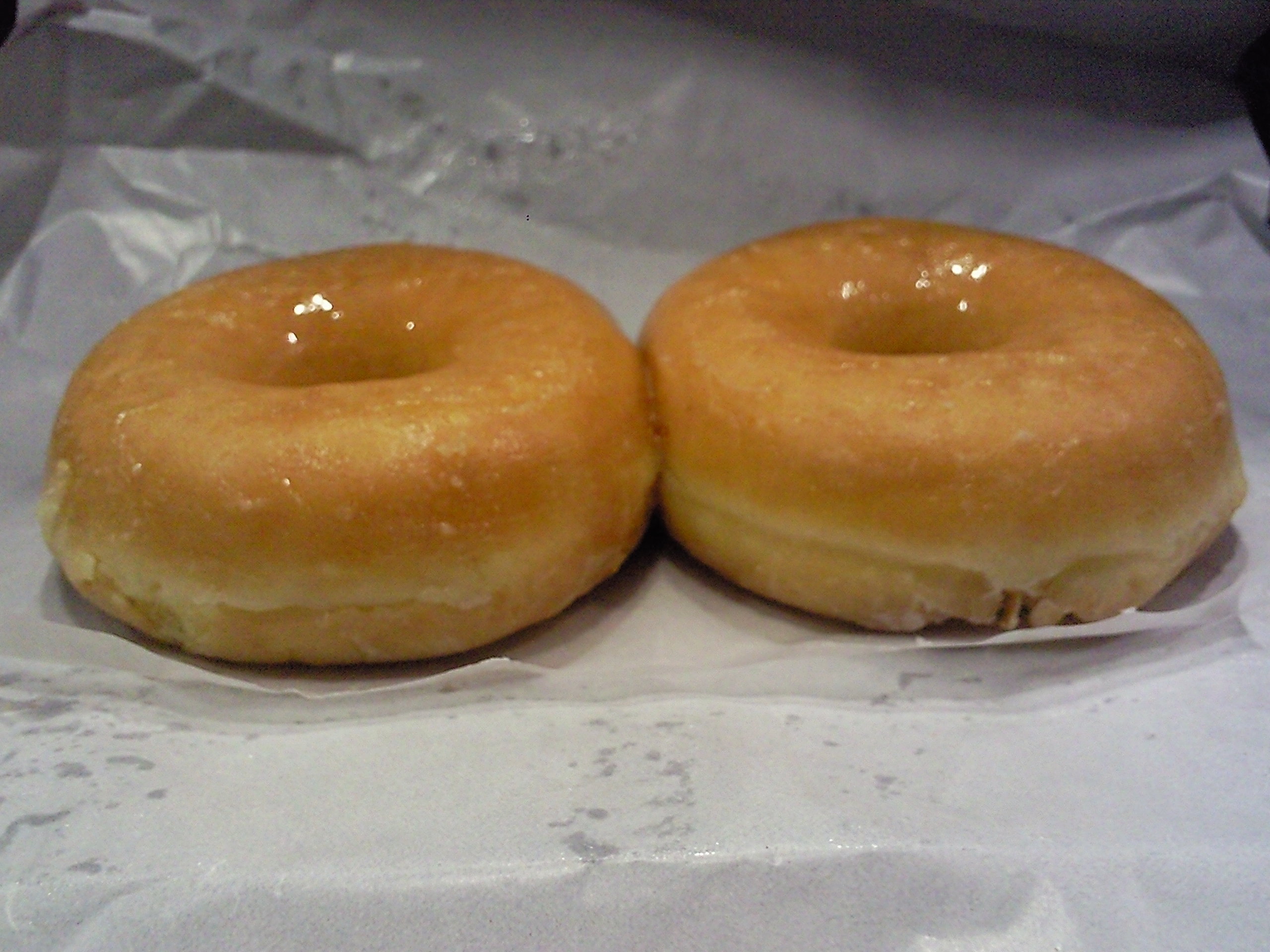
Dònuts recoberts d'una capa de dextrosa.

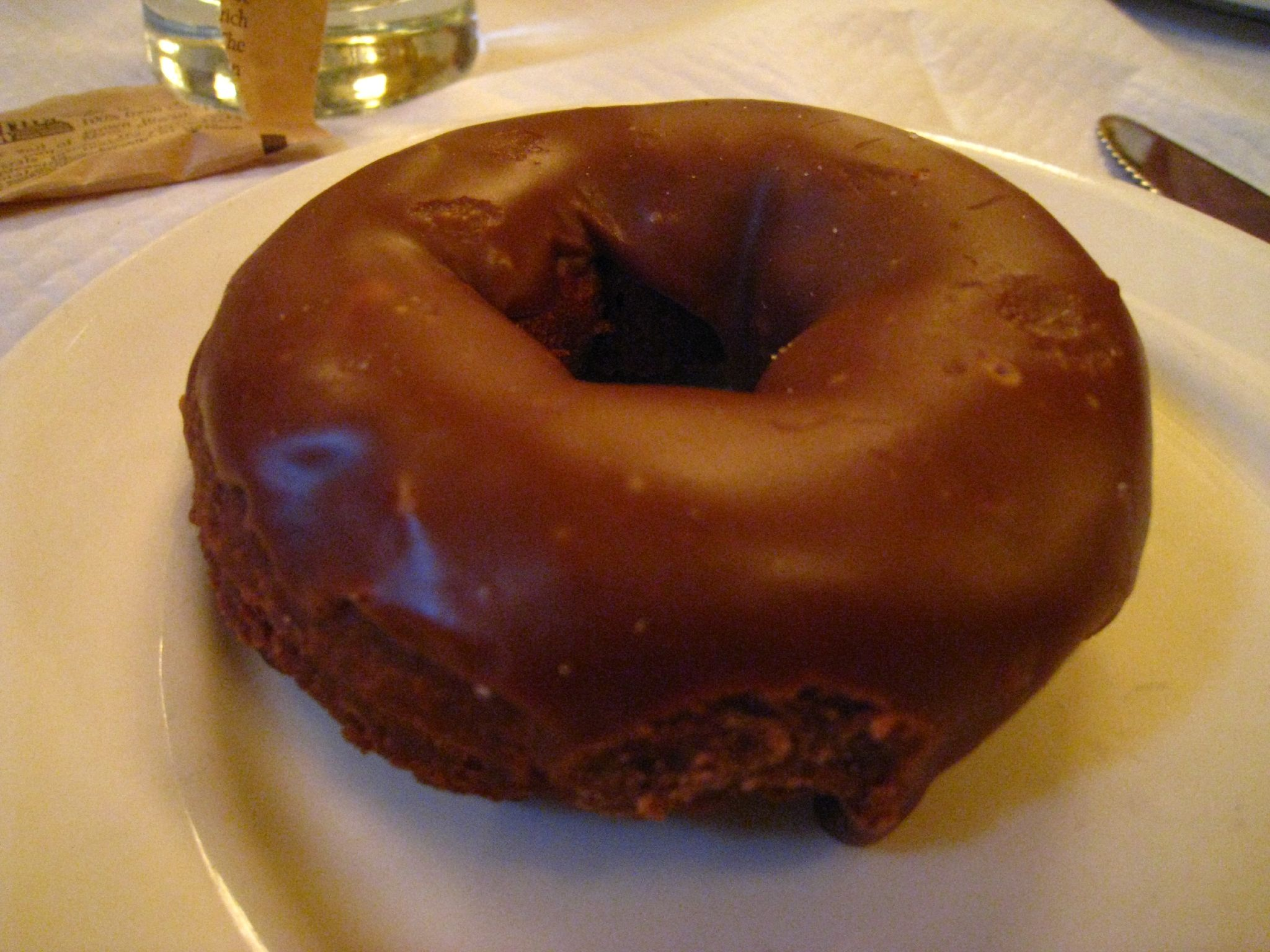
Un dònut de xocolata

Un dònut és el nom anglès d'un tipus de rosquilla (és a dir, un bunyol dolç amb forma de tor) caracteritzat pel fet de ser espès i tou, i que pot presentar-se ensucrat, recobert de xocolata o altres productes, així com farcit.
Els dònuts solen ser fregits amb una massa de farina, però també es poden utilitzar altres tipus de arrebossats. S'utilitzen diversos toppings i sabors per a diferents tipus, com el sucre, la xocolata o l'esmalt d'auró. Els bunyols també poden incloure aigua, llevat, ous, llet, sucre, oli, escuma i sabors naturals o artificials.

## Etimologia
Dough, doughnut i la simplificada donut són paraules angleses que defineixen una pasta ensucrada de forma rodona i, generalment, amb un forat al mig ('rosca' o 'rosquilla'). De fet dough significa 'massa' o 'pasta' i nut significa 'femella', per tant, 'femella de pasta'. Se suposa que els colons holandesos del segle xvii van ser els responsables de la seva introducció als Estats Units. El nom doughnut (literalment 'rosca de pasta'), en anglès, fou utilitzat per primer cop en una petita història, on deia fire-cakes and dough-nuts.

## Història
Una de les teories de l'origen del forat assegura que fou introduït el 1847 pel mariner Hansen Gregory que, fart que el dònuts del vaixell tinguessin el centre cru, agafà un saler de llauna i el va clavar a la pasta com si fos un motlle.
La popularitat dels dònuts al mercat espanyol arribà el 1962, quan l'empresari Andreu Costafreda creà la Donut Corporation per a la fabricació i comercialització del producte. El mot català dònut va ser introduït a partir d'una marca comercial que va prendre aquest nom, catalanitzant la grafia a partir de la paraula anglesa doughnut. Hi ha unes quantes franquícies de dònuts, com Dunkin' Donuts i Donut King, entre d'altres. A Espanya, les marques Dònut™, Donuts™ i Doghnuts™ pertanyen a Panrico.
En la cultura popular, els dònuts són coneguts especialment per la sèrie d'animació americana Els Simpson, on Homer Simpson hi és tot un aficionat. Això condueix a molts acudits i referències a la seva exagerada afició. El Rècord Guinness del major dònut de la història es va batre a Sydney, l'any 2007, amb motiu de l'estrena de The Simpsons Movie.

## Beignesdel Quebec
Al Quebec, tradicionalment ja s'hi feien uns bunyols dolços similars als dònuts anomenats beignes (aparentat amb el mot francès beignet, 'bunyol'). A l'origen, es tractava d'una simple rosquilla adornada amb sucre fi que es prenia amb un got de llet o una tassa de te.